# Charlie McDowell
Charles Malcolm McDowell (Los Angeles, 10 de julho de 1983)  é um escritor e diretor de cinema norte-americano. 
Seu filme mais conhecido é The One I Love, obra que retrata um relacionamento de anos que tenta desesperadamente voltar aos trilhos através de uma viagem que os faz repensar quem eles são como pessoas e o que desejam de seu futuro.

## Carreira
Em 2011, o feed do Twitter de McDowell, @charliemcdowell, foi descrito pela Time como "um dos feeds do Twitter mais hilários por aí", e em 2013 a Three Rivers Press publicou o livro de McDowell, Dear Girls Above Me, com base em seu feed do Twitter .
Seu filme de estreia , The One I Love, estrelado por Mark Duplass e Elisabeth Moss, teve sua estreia mundial no Festival de Cinema de Sundance em janeiro de 2014, onde logo depois foi adquirido pela RADiUS-TWC e lançado em agosto de 2014. Em 2015, McDowell dirigiu o piloto sem título da série da HBO de Sarah Silverman . O projeto não foi divulgado pela rede. O próximo filme de McDowell, The Discovery, foi estrelado por Rooney Mara, Jason Segel e Robert Redford . O filme estreou no Sundance Film Festival e foi adquirido pela Netflix para um lançamento global em 2017.
Em março de 2017, o cineasta McDowell anunciou que estava adaptando o romance Zero K do autor Don DeLillo como uma série limitada para FX com produção de Noah Hawley e Scott Rudin . McDowell dirigiu anteriormente um episódio da série de TV de Hawley Legion, também para a FX.
Em 2019, McDowell dirigiu os primeiros e últimos episódios da série Showtime On Becoming a God in Central Florida e também teve o importante papel ao servir como produtor executivo. Ele também dirigiu alguns dos episódios de Silicon Valley, Dear White People, Tales from the Loop e Dispatches from Elsewhere .
Seu próximo filme, Gilded Rage, será baseado no infame assassinato do banqueiro de investimentos Thomas Gilbert Sr., Bill Skarsgård e Christoph Waltz foram escalados com a finalidade de retratar o personagem em questão nos seus mais diferentes períodos de vida. Lily Collins também estrelará o filme.

## Vida pessoal
McDowell nasceu em Los Angeles, filho do ator inglês Malcolm McDowell e da atriz americana Mary Steenburgen . Ele tem uma irmã mais velha chamada Lilly (nascida em 22 de janeiro de 1981) e três meio-irmãos mais novos do casamento de seu pai com Kelley Kuhr. Seu padrasto é o ator Ted Danson, que se casou com sua mãe em 1995. Desde 2014, McDowell faz uma piada às custas de sua mãe, Mary, alegando em várias ocasiões nas redes sociais que sua mãe é na verdade a atriz Andie MacDowell.
Em 2019, Charlie iniciou um relacionamento com a atriz Lily Collins, filha do baterista e cantor inglês Phil Collins. Em setembro de 2020, anunciaram publicamente seu noivado. Charlie e Lily se casaram em 4 de setembro de 2021.

## Filmografia

### Filme
| Ano  | Filme                 | Diretor | Produtor  | Escritor | Notas                                |
| ---- | --------------------- | ------- | --------- | -------- | ------------------------------------ |
| 2006 | Tchau tchau benjamin  | Sim     | Não       | Sim      | Curta metragem                       |
| 2014 | A pessoa que eu amo   | Sim     | Executivo | Não      | Estreia na direção de longa metragem |
| 2017 | O canal de descoberta | Sim     | Sim       | Sim      | Coescrito com Justin Lader           |
| TBA  | Fúria Dourada         | Sim     | Não       | Sim      | Pré-produção                         |